# 古代レバノンの歴史
- 古代レバノンの歴史
- 中世レバノンの歴史
- 近代レバノンの歴史
- 現代レバノンの歴史
- レバノン危機
- レバノン内戦
- 杉の革命
- レバノン侵攻 (2006年)

古代レバノンの歴史では、現在レバノンと呼ばれている地方の歴史のうち、フェニキア時代からアラブによる統治の前夜までを対象とする。

## フェニキア時代

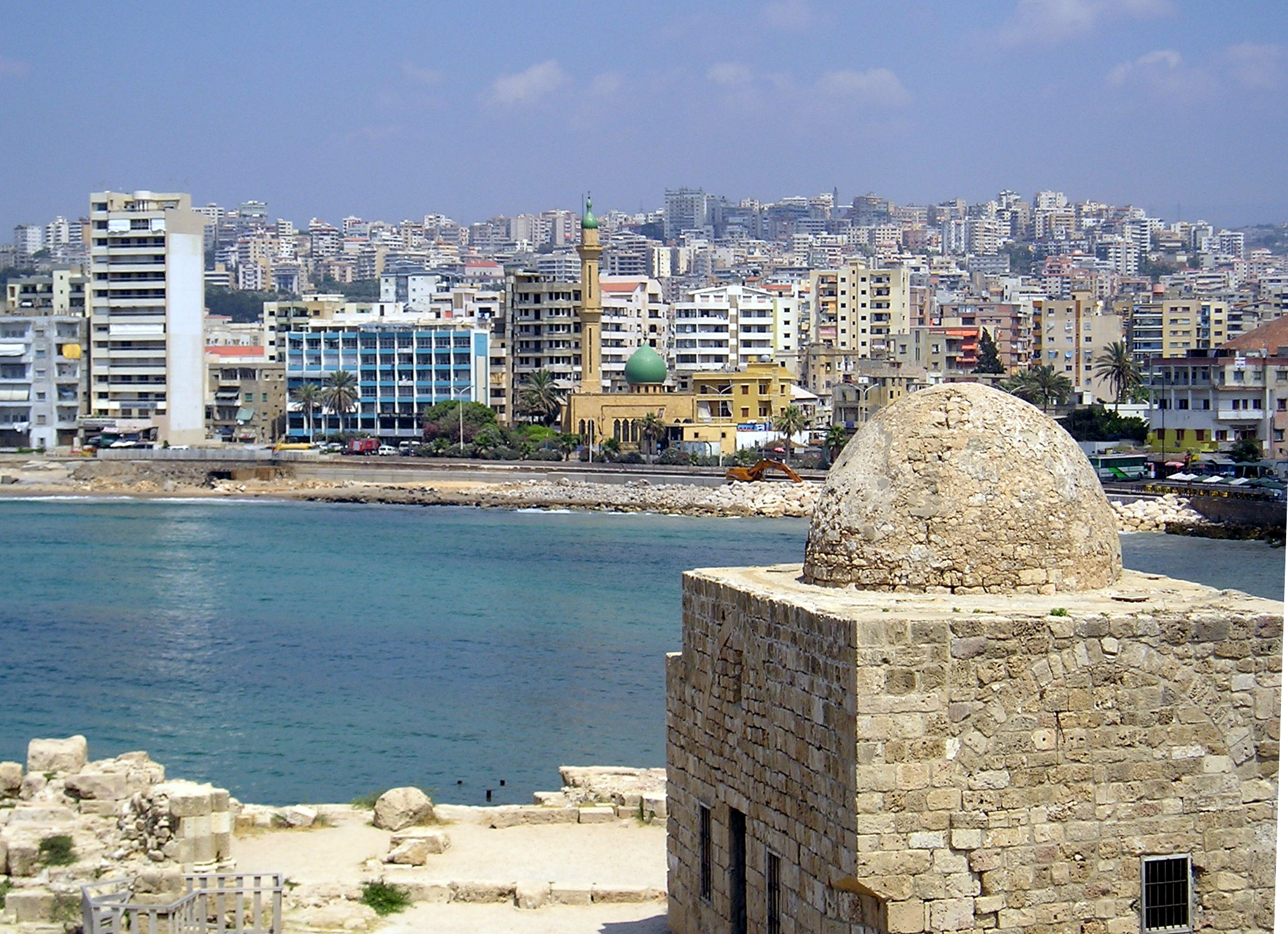
サイダ(シドン)新市街

現在、レバノンと呼ばれている地域が初めて歴史の表舞台に登場したのは、紀元前3000年頃である。そのころのレバノンは、内陸部には鬱蒼とした森が茂り、海岸線には、一連の都市群が成立していた。セム系の民族で「フェニキア人」とギリシャ人から呼ばれた人々がこの地に居住していた。フェニキアの由来は、彼らが売っていた紫色(purple=phoinikies)の染料である。彼らフェニキア人は、自らのことを「シドンの人」と呼び、自らの国を「レバノン」と呼んでいた。この地域の自然とその位置のために、フェニキア人は、貿易と交渉に従事する場所を海(地中海)に求めた。
沿岸部にあった都市群は、それぞれがその住民の特別な行動で有名な独立した王国であった。ティルスとシドンは、海事上・通商上重要な拠点であった。また、Gubla(後にビュブロス、現在のジュバイル)やBerytus(現在のベイルート)は、貿易、宗教の中心地でもあった。Gublaは、古代エジプト(紀元前2686-2181年)と最初に通商を行ったフェニキアの都市であり、杉材、オリーブ・オイル、ワインを輸出し、金やその他の生産物をナイル川渓谷(すなわち、エジプト)から輸入していた。
紀元前17世紀の終わり、レバノンとエジプトの通商関係は、北方のセム系民族であるヒクソスがエジプトを征服したことによって、中断した。ヒクソスによる30年間と統治の後に、イアフメス1世(紀元前1570年-45年)によってエジプトの解放戦争が展開された。ヒクソスの統治に対して反発が強まるにつれ、エジプトのトトメス3世(紀元前1490-36年)がシリアに侵攻を実施し、ヒクソスの統治が終わり、レバノンはエジプトに編入された。
紀元前14世紀、エジプトが弱体化する中で、レバノンは、紀元前12世紀初頭には、独立を回復することができた。それからの3世紀は、コミュニケーションや貿易で利用された古代フェニキア人によるアルファベットの発明がなされた時代であり、繁栄と外国からの自由の時代でもあった。フェニキア人は、織物の生産に秀でていただけではなく、象牙彫刻、金属加工、とりわけ、ガラス製品の製造にも秀でていた。彼らは、地中海(特にキプロス、ロドス島、クレタ島、カルタゴ)に跋扈し、植民都市を建設、ヨーロッパと西アジアの交易路を確立した。その上、彼らの船は、ポルトガルによる世界一周の2000年前に、アフリカを周回していた。これらの植民都市と交易路は、アッシリアによる地中海沿岸地域への侵攻まで繁栄を極めた。

## アッシリア時代
アッシリア時代は、紀元前875年から608年まで続いた。アッシリアは、フェニキアの都市群から独立と繁栄を奪い、フェニキア人は、複数回にわたり反乱を起こした。紀元前8世紀半ば、ティルスとビュブロスが反乱を起こしたが、ティグラト・ピレセル3世は、反乱を鎮圧し、重税を課した。また、紀元前721年にティルスは反乱を起こしたが、サルゴン2世(紀元前722年から705年)は、ティルスを包囲し、ティルスの民に処罰を与えた。紀元前7世紀に入るとシドンが反乱を起こしたが、エサルハドン(紀元前681-668年)によって、徹底的に破壊され、シドンの民は、奴隷化された。また、彼は、シドンの廃墟の上に、新しい都市を建設した。紀元前7世紀末アッシリア帝国は連続する反乱のために弱体化し、メソポタミアで勃興した新バビロニア王国によって滅ぼされる。

## バビロニア・アケメネス朝ペルシアの時代
フェニキア都市群の反乱は、バビロニア時代(紀元前685年から636年)でも頻繁に反乱を起こした。ティルスは、再度反乱を起こし、ネブカドネザル2世の軍隊による包囲に対して13年間、抵抗を試みた。この長い包囲の後に待っていた結末は、降伏である。ティルスの王は廃位され、ティルスの民は、奴隷となった。
アケメネス朝ペルシアを創立したキュロス2世によって、紀元前539年頃、バビロニアの時代は終了を迎える。そして、フェニキアは周辺諸国とともに、ペルシャの領土に組み入れられた。カンビュセス2世(在位紀元前529年から522年)は、父・キュロスの拡大政策を引き継ぎ、紀元前529年に、シリア、レバノン、エジプトを属国化に成功した。ペルシャ戦争の時代、フェニキア人は、ペルシャを海軍力で支えた。しかし、ダレイオス1世(在位紀元前521年から485年)がフェニキア人に重税を課したために、レバノンの沿岸部の都市では反乱が起きた。

## アレクサンドロス大王の時代
アレクサンドロス大王がアケメネス朝を滅ぼした。その過程で、彼は小アジアでペルシャの軍隊を紀元前333年に撃破、その後、レバノン海岸に歩を進めた。はじめは、フェニキア人は、アレクサンドロスの属国化を認識していたために、抵抗を試みようとはしなかったが、彼が、ティルスの神に対して生贄を要求するとティルスは、アレクサンドロスに対して反乱を起こした。アレクサンドロスは、紀元前332年の早い段階でティルスを包囲し、その6カ月後、ティルスは陥落し、住民は奴隷として売られていった。彼の死が紀元前323年とあまりにも早かったにも関わらず、アレクサンドロスの遠征は、東地中海地方にギリシャの色を大きく残した。

## セレウコス朝シリア・ローマ帝国の時代

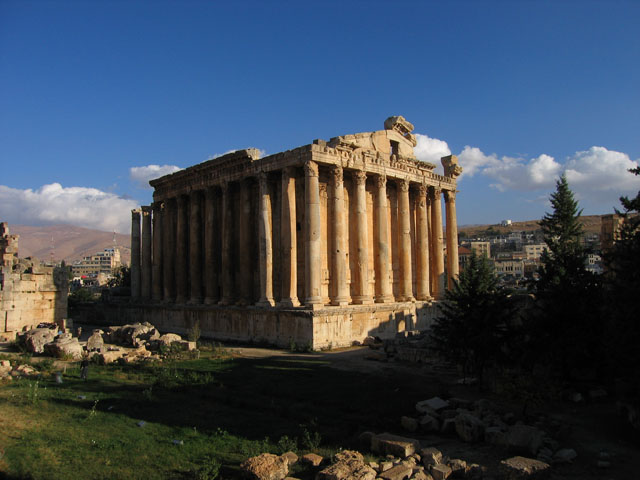
バールベックのバッカス神殿

アレクサンドロスの死後、アレクサンドロスの大帝国はディアドコイと呼ばれる後継者たちの間で分割された。フェニキア、小アジア、北シリア、メソポタミアを含む帝国東部は、セレウコス朝の統治下に置かれた。南シリアとエジプトはプトレマイオス朝の統治下に置かれ、マケドニアを含むヨーロッパは、アンティゴノス朝の統治下に置かれるようになった。とはいえ、この分割がすぐにこの地方に平和をもたらしたとはいえない。というのも、セレウコス朝とプトレマイオス朝の間で、40年間に及ぶ衝突（シリア戦争）が経済の中心として繁栄していたフェニキアを自らへ併呑しようと抗争を展開していたからである。最終的には、セレウコス朝の領土となった。
セレウコス朝の最後の世紀は、無秩序と王朝内の闘争の時代であった。紀元前64年、共和政ローマによる侵攻を許す。その結果、レバノンはシリアとともにローマの領土（シリア属州）となる。パックス・ロマーナと呼ばれる時代、レバノンでは経済的・知的活動が花開いた。かつてのフェニキアの都市であったビュブロス、シドン、ティルスは、ローマの市民権を付与された。これらの都市群は、陶器・ガラス・紫の染料の生産の中心地であった。港は、シリア、イラン、インドからの物産の集積地となった。また、同時に、杉材、香水、宝石、ワイン、果物がローマに輸出された。経済的繁栄は、都市の再興と郊外の発展へと繋がった。神殿や大邸宅がこの時代に多く建設されると同時に、都市間は舗装道路で結ばれた。
テオドシウス1世が395年に死去するとローマ帝国は、東西に分割された。東ローマ帝国の統治の下で、ベイルート、ティルス、シドンは、ローマ時代よりも経済的繁栄を謳歌した。しかしながら、6世紀、バールベックの神殿建築群とベイルートは、地震によって崩壊した。3万人近い住民が死亡したと推測されている。加えて、東ローマ帝国は、レバノン地域に重税を課した。また、レバノン地域は、宗教面で相違があった。5世紀から6世紀のレバノン地域の混乱は、帝国を弱体化させると同時に、アラビア半島から侵攻してきたイスラームへの統治と改宗を容易にしたのである。